# Jamain Stephens
Jamain Stephens (Lumberton, 9 gennaio 1974) è un ex giocatore di football americano statunitense che ha militato nel ruolo di offensive tackle nella National Football League (NFL).

## Biografia
Dopo avere giocato al college a football alla North Carolina Agricultural and Technical State University, Stephens fu scelto come 29º assoluto nel Draft NFL 1996 dai Pittsburgh Steelers. La sua scarsa etica lavorativa caratterizzò la sua avventura con la squadra, anche se riuscì nella stagione 1998 a imporsi come il tackle destro titolare. Stephens in particolare è noto tra i tifosi degli Steelers per un incidente occorso il 30 luglio del 1999, nel primo giorno del training camp. Quel giorno il giocatore, visibilmente fuori forma, non riuscì a completare una serie di corsa da 40 yard (36,58 m), collassando tra l'11ª e la 14ª serie, dopo di che si trascinò a malapena per concludere le rimanenti. L'allenatore Bill Cowher ne rimase talmente disgustato che lo svincolò poche ore dopo. Firmò così per i Cincinnati Bengals con cui giocò fino al 2002, dopo di che fu uno dei giocatori svincolati con l'arrivo del nuovo allenatore Marvin Lewis.

## Statistiche
| Partite             | 40 |
| Partite da titolare | 15 |